# Türk Péter
Türk Péter (Pestszenterzsébet, 1943. május 6. – Budapest, 2015. március 8.) magyar képzőművész. 1969-ben tagja a Szürenon csoportnak, a neoavantgárd generáció legfontosabb magyar művészei közé tartozik. 1970-ben szerepelt Műegyetemen megrendezésre került R-kiállításon, résztvevője volt Galántai György balatonboglári kápolnatárlatainak 1970 és 1972 között. 1976-ban részt vett az Expozíció. Fotó/művészet című tárlaton (Hatvany Lajos Múzeum, Hatvan). Első jelentős önálló kiállítását 1987-ben rendezték meg a Budapest Galéria Józsefvárosi Kiállítótermében Pszichogramok, fenomének címmel. Több nemzetközi csoportos tárlat kiállító művésze (Időhíd – Zeitbrücke, 2001, Museum Moderner Kunst, Passau; Tolerance in Art, 2009, Danubiana – Meulensteen Art Museum, Pozsony). Munkái megtalálhatóak többek között a Kunsthalle Praha, a budapesti Ludwig Múzeum – Kortárs Művészeti Múzeum és a Magyar Nemzeti Galéria gyűjteményében.

## Életpályája
Türk Péter a gimnáziumi tanulmányait 1957 és 1961 között a Képző- és Iparművészeti Gimnáziumban folytatta, 1963 és 1964 között elvégezte a nyomdai betűszedő szakot a Nyomdaipari Tanulóintézetben, majd 1964 és 1968 között a magyar-rajz szakot az Egri Tanárképző Főiskolán. Alkotásait 1968-tól kezdve mutatta be rendszeresen különböző kiállításokon, 1969-től kezdve a magyar neoavantgárd generáció egyik fontos alakjává vált. 1970-ben ismerkedett meg Bojta Amáliával (Amyval), akit 1972-ben vett feleségül, két lányuk született: Dóra (1979) és Zsuzsanna (1981). 1968 és 1971 között a pestszentlőrinci Lakatos utcai általános iskolában dolgozott, ahol magyart és rajzot tanított, 1971 és 1983 között pedig a Nyomdaipari Tanulóintézet rajz-és művészettörténet tanára volt. A tanítást 1983-ban szembetegsége miatt hagyta abba, az ezt követő időszakban, 1984 és 1988 között alkalmazott grafikai munkákat vállalt. 1989-ben egyfajta vallási fordulat következtében másfél évre felhagyott az alkotómunkával, majd újra dolgozni kezdett és műveit 1991-ben mutatta be az Óbudai Társaskör Galériában a KENYÉR VÍZ című kiállításon. 2009-ben megbetegedett, s még ugyanabban az évben megoperálták, de betegsége 2011-ben kiújult. 2015. március 8-án hunyt el.

## Munkássága
Türk Péter életművére jellemző a mediális sokféleség, a kísérletező kedv és a struktúrákban, sorozatokban való gondolkodás. Munkáiban töretlenül szokatlan és egyéni képalkotási technikákat használt. Korai munkáiban geometrikus struktúrákkal foglalkozott, ezeket a hetvenes években fotósorozatok követték (Osztályátlag I-II, 1979; Átlépés vonalba, acélhuzalba, faágba, a kés hegyén a pontba, 1976). Később egyedi képalkotó technikákat fejlesztett ki, például az ún. „fenoméneket”, ami negatívok egymásra nagyítását jelenti (pl.: Pszichogramok, fenomének, 1976-1979-1986). Montázsaiban és asszociációs soraiban hangsúlyos a filmszerű gondolkodás, a konstrukció-dekonstrukció mozzanata, az alapelemekre, formákra való építés és azok analitikus vizsgálata (pl.: Nagyítás ismételgetéssel, 1975-77). 1989-től egyfajta vallási fordulat következtében a szakralitás mint nézőpont is megjelent munkáiban, ekkor többek között különféle ellentétpárokat mint a fény-sötétség, mélység-magasság, látható-láthatatlan vizsgált a hit perspektívájából (pl.: Forró vágyam árnyékában ülni, 1993-94). Ez az újfajta gondolkodás élete végéig meghatározó maradt. A 2000-es években számítógépes programokkal is kísérletezni kezdett, a munkásságát kezdetektől végig kísérő tudományos érdeklődés ekkor újra markánsabbá vált. A szűkebb szakma mindig is számon tartotta több évtizedet felölelő munkásságát, de a közönség addig feldolgozatlan életművével először csak 2018-ban, a budapesti Ludwig Múzeum Minden nem látszik című életműkiállításán találkozhatott.

## Díjai, elismerései
- Munkácsy Mihály-díj (2005)
- Herczeg Klára-díj (2005)
- Érdemes Művész (2010)

## Egyéni kiállításai
(Az alábbi katalógus felhasználásával: Andrási Gábor – Nárai Szilvia – Százados László – Szipőcs Krisztina (szerk.): Türk Péter: Minden nem látszik. Ludwig Múzeum – Kortárs Művészeti Múzeum, Budapest, 2018, 396.)
- 1968 Tanárképző Főiskola Kollégiuma, Eger
- 1974 Egyetemi Színpad, Budapest
- 1987 Pszichogramok, fenomének. Budapest Galéria Józsefvárosi Kiállítóterme, Budapest

- 1987 Fészek Klub, Herman terem, Budapest

- 1991 KENYÉR VÍZ. Óbudai Társaskör Galéria, Budapest
- 1996 Forró vágyam árnyékában ülni. Budapesti Történeti Múzeum Fővárosi Képtár ‒ Kiscelli Múzeum, Budapest
- 1999 Szomjúságvirágok. Óbudai Pincegaléria, Budapest
- 2000 KENYÉR VÍZ. Ferences Rendház, Szeged
- 2001 Ábrázolás, ábrázolódás. Pintér Sonja Galéria, Budapest
- 2002 Előtűnő képek. C3 Kulturális és Kommunikációs Központ, Budapest
- 2003 Focijelenetek egymásra rajzolása. Bencés Gimnázium, Tetőtér Galéria, Pannonhalma
- 2006 Hosszúság, szélesség, magasság és mélység. Budapesti Történeti Múzeum Fővárosi Képtár ‒ Kiscelli Múzeum, Budapest
- 2013 Tizenhét méter kép fák és lombok között. Óbudai Társaskör Galéria, Budapest
- 2018 Minden nem látszik ‒ Türk Péter (1943‒2015) életműkiállítása. Ludwig Múzeum ‒ Kortárs Művészeti Múzeum, Budapest[10]
- 2019 A változás és az állandóság képei. Vintage Galéria, Budapest[12]

## Részvétele csoportos kiállításokon (válogatás)
(Az alábbi katalógus felhasználásával: Andrási Gábor – Nárai Szilvia – Százados László – Szipőcs Krisztina (szerk.): Türk Péter: Minden nem látszik. Ludwig Múzeum – Kortárs Művészeti Múzeum, Budapest, 2018, 396-397.)
- 1969 Szürenon. Kassák Lajos Művelődési Ház, Budapest
- 1970 Balatonboglári Kápolnatárlat, Balatonboglár
- 1970 R-kiállítás. Az új magyar avantgarde. Budapesti Műszaki Egyetem, R-Klub, Budapest
- 1971 Műteremkiállítás. Balatonboglári Kápolnatárlat, Balatonboglár
- 1972 Kérdőjeles akció és Elévülési akció. Balatonboglári Kápolnatárlat, Balatonboglár
- 1972 [Cseh, szlovák és magyar művészek találkozója], Balatonboglári Kápolnatárlat, Balatonboglár
- 1974 Kultúra és szemiotika, Tihany
- 1974 Kép-Vers. Fiatal Művészek Klubja, Budapest
- 1974 Festival de la vanguardia. CAYC, Buenos Aires
- 1975 Montázs. Fiatal Művészek Klubja, Budapest
- 1976 Tavaszi Tárlat. Fiatal Művészek Klubja, Budapest
- 1976 Sorozatművek. Csók István Képtár, Székesfehérvár
- 1976 Expozíció. Fotó/művészet. Hatvany Lajos Múzeum, Hatvan
- 1978 Hongaarse konstruktivistische Kunst 1920‒1977. Museum Hedendaagse Kunst, Amsterdam; Kruithuis Hertogenbosch; Museum Moderne Kunst, Arnhem, Museum Hedendaagse Kunst, Utrecht
- 1979 Ungarische konstruktivistische Kunst 1920‒1977. Kunstverein, München; Kunstpalast Ehrenhof, Düsseldorf
- 1979 Szürenon 1969–79. Kassák Lajos Művelődési Ház, Budapest
- 1979 Fotogramok. Józsefvárosi Galéria, Budapest
- 1980 Ungarsk Konstruktivista. Henie Onstad Kunstsenter, Høvikkoden
- 1980 Ungarske Konstruktivister. Statens Museum for Kunst, Copenhagen; Nordjyllands Kunstmuseum Aalborg, Aalborg Künstler aus Ungarn. Kunsthalle Wilhelmshaven
- 1980 Tendenciák 1. Új művészet 1970-ben. Óbuda Galéria, Budapest
- 1980 Tendenciák 3. Geometrikus és strukturális törekvések. Óbuda Galéria, Budapest
- 1981 Tendenciák 6. Kemény és lágy (Posztkonceptuális tendenciák). Óbuda Galéria, Budapest
- 1981 Vonal. Pécsi Galéria, Pécs
- 1981 Konstruktivistička stremljenja u mađarskoj umjetnosti. Galeria suvremene umjetnosti, Zagreb
- 1981 Erweiterte Fotografie. 5. International Biennale, Wiener Secession, Bécs
- 1981 Tény-kép. A magyar fotográfia története 1840‒1981. Műcsarnok, Budapest
- 1983 Helyzet. A 70-es évek művészete a Sárospataki Képtárban. Budapest Galéria Kiállítóháza, Budapest
- 1983 Film/művészet. Budapest Galéria ‒ Budapest Kiállítóterem, Budapest
- 1987 Régi és új avantgárd (1967‒1975). A huszadik század magyar művészete 12. Csók István Képtár, Székesfehérvár
- 1988 Más-kép. Experimentális fotográfia az elmúlt két évtizedben Magyarországon. Ernst Múzeum, Budapest
- 1988 Az avantgárd vége (1975‒1980). A huszadik század magyar művészete 13. Csók István Képtár, Székesfehérvár
- 1991 Hatvanas évek. Új törekvések a magyar képzőművészetben. Magyar Nemzeti Galéria, Budapest
- 1993 A gondolat formái I–II. Óbudai Társaskör Galéria és Óbudai Pincegaléria, Budapest
- 1996 A művészeten túl. Ludwig Múzeum – Kortárs Művészeti Múzeum, Budapest
- 1997 Jenseits von Kunst. Neue Galerie am Landesmuseum Joanneum, Graz
- 1998 A magyar neoavantgarde első generációja 1965‒72. Szombathelyi Képtár, Szombathely
- 1998 Tíz év ‒ tíz mű. Óbudai Társaskör Galéria, Budapest
- 1999 Ars (Dys) Symmetrica ’99. Ernst Múzeum, Budapest
- 1999 Spazio Chiaro. Spazio Thetis. Arsenale (Sala 108), Velence
- 2000 Média Modell ‒ INTERMÉDIA ‒ Új képfajták ‒ Interaktív technikák. Műcsarnok, Budapest
- 2000 KB 30 ÉVE ‒ Kápolnatárlatok Balatonbogláron. Artpool P60, Budapest
- 2000 Kápolnatárlatok: 1970 és ma. Vörös és Kék Kápolna, Balatonboglár
- 2001 Új mechanizmus. Művek a hatvanas–hetvenes évekből. MEO, Budapest
- 2001 ZEITBRÜCKE ‒ IDŐHÍD. Ungarische Kunst des 20. Jahrhunderts Aus der Sammlung der Hauptstädtischen Gemäldegalerie Budapest. Museum Moderner Kunst ‒ Stiftung Wörlen, Passau
- 2001 III. Nemzetközi Fényszimpózium. Ifjúsági Ház, Eger
- 2001 Fotogram-kiállítás, Maurer Dóra: Fényelvtan. A fotogramról című könyvbemutatója alkalmából. C3 Galéria, Budapest
- 2001 A Haraszty-gyűjtemény: Édeske barátai és sorstársai. Csepel Galéria, Budapest
- 2001 Paksi Képtár 1991‒2001. Kibővült állandó kiállítás. Paksi Képtár, Paks
- 2002 Látás. Kép és érzékelés. Műcsarnok, Budapest
- 2002 A tükör képei. Első Magyar Látványtár, Tapolca– Diszel
- 2003 Plastica Dreams. Szobrászat az installáció után. Műcsarnok, Budapest
- 2003 Távoli közelség. A háború utáni magyar képzőművészet a Székesfehérvári Szent István Király Múzeum gyűjteményéből. Muzeum umeni Olomouc, Olomouc
- 2003 Hordozható Múzeum. Pop art, conceptual art, actionism Magyarországon a 60-as években. Dorottya Galéria, Budapest
- 2003 Szakralitás a művészetben az ezredfordulón. Budapesti Németajkú Gyülekezet temploma, Budapest
- 2004 SZAMIZDAT ‒ Alternatív kultúrák Közép- és Kelet-Európában ‒ a Vorschungsstelle Osteuropa an der Universität Bremen gyűjteményének kiállítása. Millenáris Park, Budapest
- 2004 Hordozható Múzeum. Pop art, conceptual art, actionism Magyarországon a 60-as években. BAWAG Foundation, Bécs
- 2004 Karina Horitz, Türk Péter, Schmal Károly, Lovas Ilona, Ganczaugh Miklós. Pintér Sonja Kortárs Galéria, Budapest
- 2004 KOGART Szalon 2004. KOGART, Budapest
- 2004 Művészeti szemle. A MAOE ösztöndíjasok kiállítása. Olof Palme Ház, Budapest
- 2004 Végtelen kifutás. Csók István Képtár, Székesfehérvár
- 2005 Deli Ágnes és Türk Péter. Löffler Béla Múzeum, Kassa
- 2005 Feszített művek ‒ Válogatás a múzeum gyűjteményéből 1. Ludwig Múzeum ‒ Kortárs Művészeti Múzeum, Budapest
- 2005 Hordozható Múzeum. Pop art, conceptual art, actionism Magyarországon a 60-as években. MAMCO ‒ Musée d’art moderne et contemporain, Genf
- 2005 Az Élet és Irodalom képzőművészeinek kiállítása. Galéria ’13, Budapest
- 2006 Megszakított történelem. Moderna galerija ‒ Museum of Modern Art, Ljubljana
- 2006 Az út 1956‒2006. Műcsarnok, Budapest
- 2007 Fehér & Fekete. Vasarely Múzeum, Budapest
- 2007 Formabontók I. Neoavantgárd tendenciák a fotóművészetben 1965‒1984. Budapest Galéria Kiállítóháza, Budapest
- 2007 Fókuszban a gyűjtemény. Ludwig Múzeum ‒ Kortárs Művészeti Múzeum, Budapest
- 2008 Koncept koncepció, szemelvények. Vasarely Múzeum, Budapest
- 2008 Na mi van? Műcsarnok, Budapest
- 2008 Kiáramlás és delej ‒ 1968 hatása a kortárs magyar képzőművészetre. Centrális Galéria, Budapest
- 2009 Témák és momentumok. Válogatás a Paksi Képtár gyűjteményéből. Paksi Képtár, Paks
- 2009 Tolerancia a művészetben. Szlovák-magyar kiállítás. Danubiana Meulensteen Art Museum, Pozsony ‒ Dunacsún
- 2009 Lecke pszichológusoknak. Az Első Magyar Látványtár kiállítása. Pintér Sonja Kortárs Galéria, Budapest
- 2009 BBS 50. Más hangok, más szobák. Rekonstrukciós kísérletek. Műcsarnok, Budapest
- 2010 Konkrét fotó, fotogram. Vasarely Múzeum, Budapest
- 2011 Ornamentika ‒ szerialitás. Vasarely Múzeum, Budapest
- 2012 OSAS PLUSZ. Vasarely Múzeum, Budapest
- 2013 Tükör által homályosan ‒ Arcok tegnap és ma. Ernst Múzeum, Budapest
- 2013 Konceptualizmus ma. Konceptuális művészet Magyarországon a kilencvenes évek elejétől. Paksi Képtár, Paks
- 2013 Budapesti merítés. Új Budapest Galéria, Budapest
- 2014  1,2, ! ? „Itt jelentkezzen öt egyforma ember” Koncept palimpszeszt, vagy a magyar konceptuális művészet. Paksi Képtár, Paks
- 2016 A múlt szabadsága. Válogatás Alföldi Róbert fotógyűjteményéből. Neoavantgárd fotóművészet Magyarországon az 1960-as évektől napjainkig. Magyar Fotográfusok Háza ‒ Mai Manó Ház, Budapest
- 2016 Sitting Together ‒ Parallel Chronologies of Coincidences in Eastern Europe. tranzit. sk, Pozsony
- 2016 Szekvenciák. Vintage Galéria, Budapest[13]
- 2017 Elképzelni a konceptuális művészetet. Beke László Elképzelés gyűjteménye nemzetközi kontextusban. tranzitdisplay, Prága
- 2017 Expozíció – Fotó/művészet 1976/2017. Vintage Galéria, Budapest[14]
- 2017 Magyar tekintet: Az autizmus mint metafora. Kortárs Művészeti Intézet, Dunaújváros, Szent István Király Múzeum Megyeház utcai kiállítótér, Székesfehérvár
- 2017 Látkép ‒ Az elmúlt fél évszázad magyar fotográfiája 1967‒2017. Robert Capa Kortárs Fotográfiai Központ, Budapest
- 2018 1971. Párhuzamos különidők. Budapesti Történeti Múzeum Fővárosi Képtár ‒ Kiscelli Múzeum, Budapest
- 2019 Kód és algoritmus – Hommage Á Vera Molnar. Vasarely Múzeum, Budapest
- 2019 Testreszabás. Ludwig Múzeum ‒ Kortárs Művészeti Múzeum, Budapest
- 2020 Két nap, két hét. Vintage Galéria, Budapest[15]

## Művei közgyűjteményekben
- Artpool Művészetkutató Központ ‒ Szépművészeti Múzeum, Budapest
- Budapesti Történeti Múzeum, Kiscelli Múzeum ‒ Fővárosi Képtár, Budapest
- Első Magyar Látványtár Alapítvány, Tapolca-Diszel
- Kunsthalle Praha, Prága
- Magyar Nemzeti Filmalap és Filmarchívum, Budapest
- Magyar Nemzeti Galéria – Szépművészeti Múzeum, Budapest
- Paksi Képtár, Paks
- Sárospataki Képtár, Sárospatak
- Szent István Király Múzeum, Székesfehérvár

## Válogatott irodalom
(Az alábbi katalógus felhasználásával: Andrási Gábor – Nárai Szilvia – Százados László – Szipőcs Krisztina (szerk.): Türk Péter: Minden nem látszik. Ludwig Múzeum – Kortárs Művészeti Múzeum, Budapest, 2018, 400-401.)
- Szürenon (szerk. Sík Csaba). Kassák Lajos Művelődési Ház, Budapest, 1969
- Beke László: Fotólátás az új magyar művészetben. Fotóművészet, 1972/3.
- Beke, Laszlo‒Graf, Urs: Junge Kunst in Ungarn. Werk, 1972/10.
- Szilágyi Gábor: Szekvenciák I‒III. Fotóművészet, 1975/1, 2, 3.
- Expozíció. Fotó/művészet (szerk. Kovács Ákos). Hatvany Lajos Múzeum füzetei 2, Hatvan, 1976
- Beke László: Avantgárd szekvenciák. Fotóművészet, 1977/ 1.
- Hajdu István: Zur Situation der progressive Kunst in Ungarn. In: Künstler aus Ungarn. Kunsthalle Wilhelmshaven, 1980
- Tendenciák 1., Új művészet 1970-ben (szerk. Keserü Katalin‒Nagy Ildikó). Budapest Galéria, Budapest, 1980
- Tendenciák 3., Geometrikus és strukturális törekvések a hetvenes évek művészetében (szerk: Szabó Júlia‒Hajdu István). Budapest Galéria, Budapest, 1980
- Beke László: A szemiotika és az avantgárd művészet. Előadás az 1974-es tihanyi Kultúra és szemiotika című nemzetközi konferencián. In: Kultúra és szemiotika (szerk. Gráfik Imre‒Voigt Vilmos). Akadémiai Kiadó, Budapest, 1981
- Sinkovits Péter: Absztrakció geometrikus struktúrákban. Művészet, 1981/2.
- Tendenciák 6., Kemény és lágy (Posztkonceptuális tendenciák) (szerk. Beke László). Budapest Galéria, Budapest, 1981
- Tény-kép. A magyar fotográfia története 1840‒1981 (szerk. Szilágyi Gábor). Műcsarnok, Budapest, 1981
- Film/művészet (szerk. Peternák Miklós). Budapest Kiállítóterem, Budapest, 1983
- Peternák Miklós: A konceptuális művészet hatása Magyarországon. Kézirat, 1983‒1985, URL: www.c3.hu/collection/koncept/index0.html
- Beke László: „Nekem nagy gyönyörűség nézni!” Türk Péter munkássága. In: Türk Péter: Pszichogramok, Fenomének. Kiállítási katalógus, Budapest Galéria Józsefvárosi Kiállítóterme, Budapest, 1987
- Peternák Miklós: Türk Péter új képei. In: Pszichogramok, fenomének. Kiállítási katalógus, Budapest Galéria Józsefvárosi Kiállítóterme, Budapest, 1987
- Türk Péter: A pszichogramok és a fenomének. In: Türk Péter: Pszichogramok, fenomének. Kiállítási katalógus, Budapest Galéria Józsefvárosi Kiállítóterme, Budapest, 1987
- Gyárfás Péter: Az érzékelő szem, Türk Péter munkái. Művészet, 1988/2.
- Szemadám György: Pszichogramok és fenomének, Türk Péter kiállítása a Budapest Galéria Józsefvárosi Kiállítótermében. Fotó, 1988/2.
- Szőke Annamária: piros fehér zöld. In: Sub Minervae Nationis Praesidio. Tanulmányok a nemzeti kultúra kérdésköréből Németh Lajos 60. születésnapjára. ELTE ‒ ELTE Művészettörténeti Tanszék, Budapest, 1989
- Beke László: Spuren des Transzendenten in der zeitgenössischen ungarischen Kunst, Gegenwart Ewigkeit. In: Spuren des Transzendenten in der Kunst unserer Zeit. Hrsg. Schilling, Jürgen‒ Schmied, Wieland, Edition Cantz, Stuttgart, 1990
- Neusüss, Floris Michael: Das Fotogramm in der Kunst des 20. Jahrhunderts. Die andere Seite der Bilder ‒ Fotografie ohne Kamera. DuMont, Köln, 1990
- Beke László: KENYÉR VÍZ. Kiállítási katalógus, Óbudai Társaskör Galéria, Budapest, 1991
- Hatvanas évek. Új törekvések a magyar képzőművészetben (szerk. Nagy Ildikó). Képzőművészeti Kiadó‒Magyar Nemzeti Galéria‒Ludwig Múzeum, Budapest, 1991
- Hegyi Lóránd: Struktúraelvű és geometrikus művészet Magyarországon 1968‒1980 között. Ars Hungarica, 1991/1.
- Mezei Ottó: A Szürenon és kisugárzása. Ars Hungarica, 1991/1.
- Szűk kapu (szerk. Szöllősy Ágnes‒Török Tamás). Budapest Galéria, Budapest, 1991
- Dékei Krisztina: Szövegtípusok a magyarországi konceptuális művészetben. A kezdetek 1970‒1974. Szakdolgozat, ELTE BTK Művészettörténet szak, 1992
- Türk Péter: Jézus megitatott az élővízből. Marana Tha, 1992/5.
- Varga Zsuzsanna: Kenyér, víz, Türk Péter sorozata. Új Művészet, 1992/6.
- Mezei Ottó: Művészet és megismerés. Türk Péter grafikáiról. Kortárs, 1993/2., utóbb: Mezei Ottó: Magyar, európai, modern. In: Válogatott írások (válog. és szerk. Andrási Gábor, Pataki Gábor). Argumentum Kiadó, MTA Bölcsészettudományi Kutatóintézet Művészettörténeti Intézet, Budapest, 2013
- Peternák Miklós: Ki (volt) az áldozat, ki (volt) a tettes és mi történt? A nyolcvanas évek magyar művészetéről. Orpheus, 1993/1. Utóbb uő: Képháromszög. Budapest, Ráció, 2007
- Andrási Gábor: A gondolat formái, Nappali ház, 1993/2. Utóbb: A modern poszt-jai (szerk. Keserü Katalin). ELTE Bölcsészettudományi Kar, Budapest, 1994
- Dix Artistes Hongrois. Kiállítási katalógus, Conseil Général de la Sarthe, Abbaye de L’Épau, 1994
- Körner Éva: Az abszurd mint koncepció. A magyar konceptualizmus jelenségei. In: Joseph Kosuth. Zeno az ismert világ határán (szerk. Keserü Katalin). Műcsarnok, Budapest, 1994, utóbb: Balkon, 1993/1. és 1993/2. illetve Körner Éva: Avantgárd ‒ izmusokkal, és izmusok nélkül. Válogatott tanulmányok (szerk. Aknai Katalin és Hornyik Sándor). MTA Művészettörténeti Kutatóintézet, Budapest, 2005
- Andrási Gábor: A fény titka. Beszélgetés Türk Péterrel. Új Művészet, 1996/9.
- Kováts Albert: Kiscell, Türk Péter. Élet és Irodalom, XL. évf. 13. szám, 1996. márc. 16.
- Peternák Miklós: Jó lenne árnyékában... Türk Péter festményeiről. In: Türk Péter: „Forró vágyam árnyékában ülni” (szerk. Fitz Péter). Budapesti Történeti Múzeum ‒ Fővárosi Képtár, Budapest, 1996.
- A művészeten túl (szerk. Peter Weibel‒Nadja Rottner‒Hegyi Dóra). Kortárs Művészeti Múzeum ‒ Ludwig Múzeum‒Soros Alapítvány ‒ C3 Kulturális és Kommunikációs Központ, Budapest, 1998
- Beke László: A progresszív magyar fotó közelmúltja és jelene. Fotóművészet, 1998/1‒2.
- Türk Péter: Képeim keletkezésének elemei és mozzanatai. In: A művészeten túl (szerk. Peter Weibel‒Nadja Rottner‒ Hegyi Dóra). Kortárs Művészeti Múzeum‒ Ludwig Múzeum‒Soros Alapítvány ‒ C3 Kulturális és Kommunikációs Központ, Budapest, 1998
- Andrási Gábor‒Pataki Gábor‒Szücs György‒ Zwickl András: Magyar képzőművészet a 20. században. Corvina, Budapest, 1999
- Maurer Dóra: Fényelvtan. A fotogramról. A magyar fotográfia történetéből 22. Magyar Fotográfiai Múzeum‒Balassi Kiadó, Kecskemét, 2001
- Beke László: Tűrni, tiltani, támogatni ‒ A hetvenes évek avantgárdja. In: A második nyilvánosság. XX. századi magyar művészet. Enciklopédia Kiadó, Budapest, 2002
- Kovalovszky Márta: „Jég és aszály közt játszi évszak” ‒ A hatvanas évek. In: A második nyilvánosság. XX. századi magyar művészet. Enciklopédia Kiadó, Budapest, 2002
- Peternák Miklós: Interdiszciplinaritás ‒ Új médiumok az elmúlt három évtized magyar művészetében, vagy kire hatott Erdély Miklós és kire nem. In: A második nyilvánosság. XX. századi magyar művészet. Enciklopédia Kiadó, Budapest, 2002
- Hornyik Sándor: Konceptualizmus a kilencvenes évek magyar képzőművészetében. Művészettörténeti Értesítő, 2002/3-4.
- Csanádi Szilvia‒Garami Gréta‒Nagy Villő‒Terdik Szilveszter: Szakrális művészet ‒ szakralitás a művészetben az ezredfordulón. Régi-új Magyar Építőművészet, 2003/6.
- Törvénytelen avantgarde. Galántai György balatonboglári kápolnaműterme 1970‒1973 (szerk. Klaniczay Júlia‒Sasvári Edit). Artpool‒Balassi, Budapest, 2003
- Beke László: A magyar konceptuális művészet szubjektív története. In: Né/ma? Tanulmányok a magyar neoavantgárd köréből (szerk. Deréky Pál‒Müllner András). Ráció, Budapest, 2004
- Türk Péter: Mi a szélesség és hosszúság, magasság és mélység? (A téglás munkáimhoz). In: Végtelen kifutás (szerk. Fülöp Gyula). Szent István Király Múzeum, Székesfehérvár, 2004
- Tatai Erzsébet: Neokonceptuális művészet Magyarországon a kilencvenes években. Praesens, Budapest, 2005
- Faa Balázs: Bontott téglák Bábel tornyából. Műértő, 2006/9.
- Lóska Lajos: Az önszervező rendszer misztériuma. Türk Péter tárlata a templomtérben. Új Művészet, 2006/11.
- Varga Zsuzsanna: „Hosszúság, szélesség, magasság és mélység” ‒ Türk Péter legújabb kiállításáról. Praesens, 2006/4.
- Schmal Róza: Épülő kép. Türk Péter kiállítása a Kiscelli Múzeumban. Pannonhalmi Szemle, 2007, XV/4.
- Szilágyi Sándor: Neoavantgárd tendenciák a magyar fotóművészetben 1965‒1984, Formabontók 1. Fotókultúra‒Új Mandátum, Budapest, 2007
- Schmal Róza: Helyek között. Két utca a hetvenes évek magyar fotóművészetéből. Café Bábel, 2009, 59.
- Andrási Gábor: Hosszúság, szélesség, magasság és mélység. In: Contemporary Art in Hungary, 2012‒2013. Absolut Media, Budapest, 2013
- Peternák Miklós: concept.hu/koncept.hu ‒ A konceptuális művészet hatása Magyarországon. Paksi Képtár‒C3 Alapítvány, Paks, 2014
- Andrási Gábor: Feltáruló intenzitás ‒ egy életmű mélységei. Beszélgetés Tatai Erzsébettel Türk Péter kiállításáról. Műértő, 2018. június, XXI. évf. 6. sz., 8.
- Lóska Lajos: Koncepció és szakralitás. Türk Péter retrospektív kiállítása. Új Művészet, 2018/6.
- Mélyi József: Nézőpontváltás. Élet és Irodalom, LXII. évfolyam, 18. szám, 2018. május 4.
- Nagy Ágoston: Por, vonal, súly kevert eloszlással. Algoritmikus tendenciák Türk Péter munkáiban. Balkon, 2018/5.
- Pfisztner Gábor: A jelenség valósága. Türk Péter és a fotográfia. Fotóművészet, 2018/3.
- Sugár Zsófia: „Belesüllyedni a mintázatba” ‒ interjú Százados Lászlóval, a Türk Péter életműkiállítás kurátorával, 2018. ápr. 25. URL: https://ludwigmuseum.blog.hu/2018/04/25/_ belesullyedni_a_mintazatba_interju_szazados_ laszloval_a_turk_peter_eletmukiallitas_kuratoraval
- Sugár Zsófia: „Türk Péter soha nem jött kiállításért, hozzá menni kellett” ‒ interjú Andrási Gáborral. 2018. máj. 16. URL: https://ludwigmuseum. blog.hu/2018/05/16/_turk_peter_soha_nem_ jott_ kiallitasert_hozza_menni_kellett_interju_andrasi_ gaborral
- Sugár Zsófia: „Egy varázslatos dolog történt térben és időben” ‒ interjú Türk Amyval. 2018. jún. 24. URL: https://ludwigmuseum.blog. hu/2018/06/24/_egy_varazslatos_dolog_tortent_ terben_es_idoben_interju_turk_amyval
- Százados László: minden nem látszik – TÜRK PÉTER (1943‒2015) életműkiállítása. Kiállítási vezető, Ludwig Múzeum ‒ Kortárs Művészeti Múzeum, Budapest, 2018
- Tóth Zsuzsanna: A végtelen felé. Türk Péter Téglaképek című sorozatáról. exindex, 2018. szeptember 14. URL: http://exindex.hu/index. php?l=hu&page=3&id=1065